# Roger Bravo
Pas d'image ? Cliquez ici

a Compétitions nationales et continentales officielles uniquement.

Roger Bravo, né le 8 mars 1933 à Pézenas (Hérault) et mort le 10 mars 2018 à Mably (Loire), est un joueur français de rugby à XIII évoluant au poste d'arrière dans les années 1950 et 1960.
Il joue au sein du club du R.C. Roanne avec lequel il remporte le Championnat de France rn 1960 et la Coupe de France en 1962.

## Palmarès
- Collectif : 
  - Vainqueur du Championnat de France : 1960 (Roanne).
  - Vainqueur de la Coupe de France : 1962 (Roanne).
  - Finaliste du Championnat de France : 1961 (Roanne).

### Statistiques
| Saison    | Saison    | Championnat           | Championnat | Coupe           | Coupe      |
| Saison    | Saison    | Comp.                 | Class.      | Comp.           | Class.     |
| --------- | --------- | --------------------- | ----------- | --------------- | ---------- |
| 1959-1960 | RC Roanne | Championnat de France | Champion    | Coupe de France | 1/4 finale |
| 1960-1961 | RC Roanne | Championnat de France | Finaliste   | Coupe de France | 1/2 finale |
| 1961-1962 | RC Roanne | Championnat de France | 1/4 finale  | Coupe de France | Vainqueur  |
| 1962-1963 | RC Roanne | Championnat de France | 1/2 finale  | Coupe de France | 1/4 finale |